# Refugi 307
El Refugi 307 és un dels refugis antiaeris per a la població civil construïts durant la Guerra Civil espanyola a la ciutat de Barcelona, catalogat com a bé amb elements d'interès (categoria C). Va ser excavat gràcies al treball de molts veïns al barri del Poble Sec, i actualment està obert al públic com a part del Museu d'Història de Barcelona.

## Descripció
Disposa de tres entrades d'accés al carrer de Nou de la Rambla i té 400 m de galeria excavats a la muntanya, amb una alçada de 2,10 metres i una amplada que oscil·la entre 1.5 i 2 metres. La major part de les galeries es troben condicionades amb enlluït de calç i una volta de maons al sostre. El seu traçat presenta nombroses bifurcacions i trams en ziga-zaga, destinats a reduir l'impacte tant de la metralla com de les explosions properes. Igualment al seu interior es troben diverses instal·lacions bàsiques, com una petita infermeria, un magatzem d'eines, una zona per a l'allotjament dels infants i lavabos i sanitaris situats a les zones properes als accessos. També disposava d'una bateria d'acumuladors elèctrics per garantir el subministrament d'energia i d'una xarxa interna d'il·luminació. Així mateix disposava d'aigua corrent i una petita cisterna al seu interior. Per tot arreu es conserven rètols indicadors, amb instruccions sobre l'ús de la infraestructura.

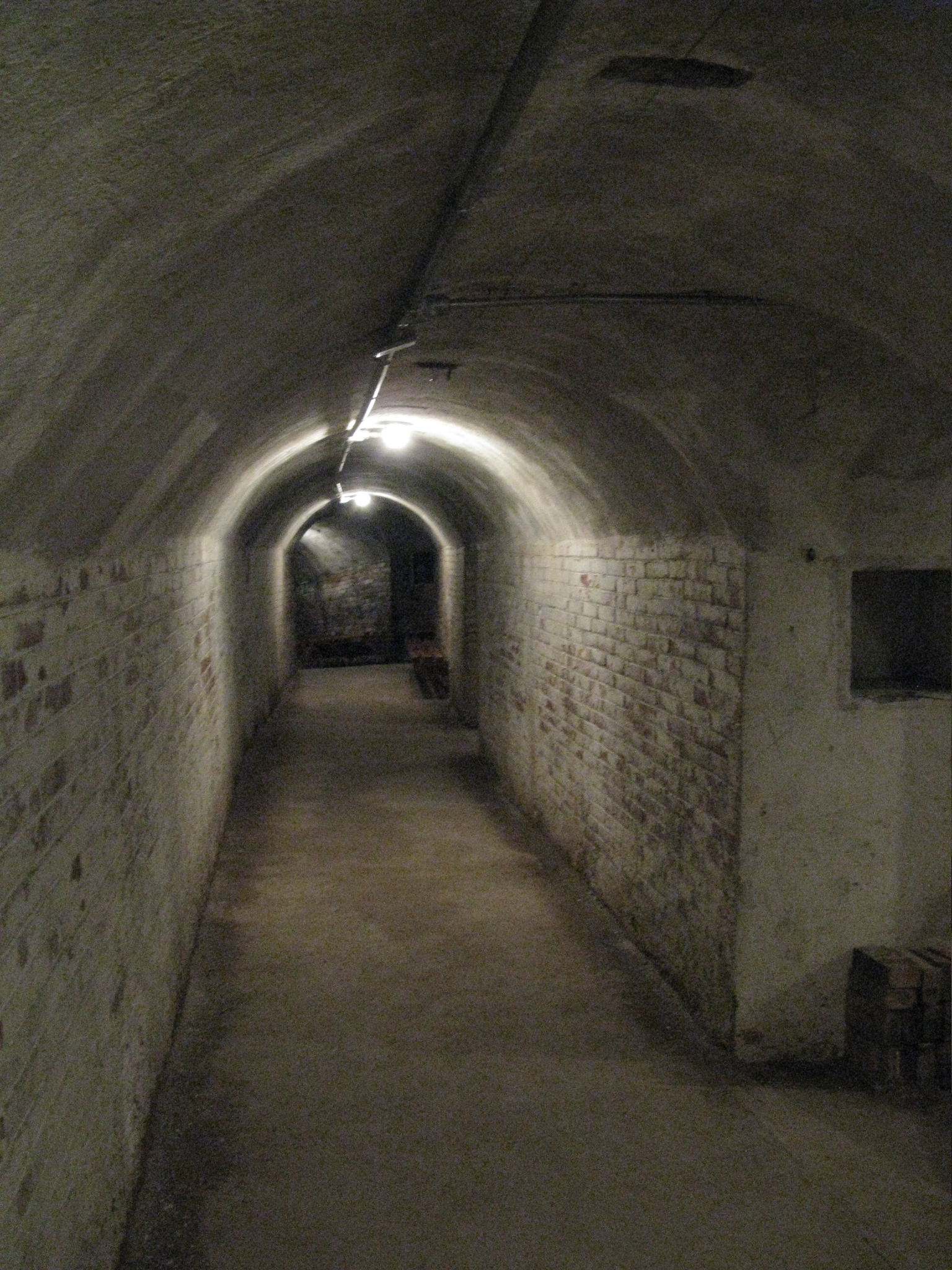
Interior del Refugi 307

## Història
Aquest projecte de defensa es va iniciar a la tardor de 1936, donada la manca d'estructures de defensa passiva enfront de la possibilitat d'atacs aeris que patia la ciutat de Barcelona. Les primeres actuacions van consistir en el condicionament per part de l'Ajuntament dels passadissos del metro i ferrocarril, així com la construcció de 25 refugis, molt senzills, consistents en galeries de mina sense cap altre servei addicional. Paral·lelament, es va començar la construcció de cinc grans refugis cel·lulars, dotats de serveis complementaris i reforçats amb plaques de formigó. Malauradament, l'elevat cost de construcció i les despeses derivades de la guerra van provocar que part d'aquests treballs s'haguessin d'aturar. Com a complement a aquestes primeres intervencions, es va procedir a l'adequació de soterranis particulars, si bé el resultat de tot el conjunt es va provar insuficient un cop van començar els bombardeigs. Per tal de pal·liar aquesta situació, la Generalitat republicana va crear al juny de 1937 la Junta de Defensa Passiva de Catalunya, destinada a la protecció de la població civil davant els atacs, i que es va organitzar en diferents juntes locals. El cens efectuat per la junta de Barcelona en aquest moment recollia un total de gairebé 1400 construccions, de les quals més de 1300 van ser obres d'iniciativa popular.
L'obra fou començada entre l'estiu i la tardor de l'any 1937, per iniciativa dels propis veïns del barri del Poble Sec, rebent de manera puntual ajuts oficials en forma de finançament, si bé aquest no ha pogut estar quantificat. Un cop finalitzat el conflicte, les galeries van continuar obertes, reaprofitades per a usos diversos, com ara plantació de xampinyons, magatzem d'una fàbrica de vidre des de 1945 o com a habitatge.
Durant la tardor del 2011, s'hi va representar l'espectacle Subterrànies, un espectacle sobre les dones i la Guerra Civil.

## Intervenció arqueològica
Entre la tardor de 2005 i desembre de 2006 s'hi va dur a terme una intervenció arqueològica en dues fases: la primera, duta a terme amb anterioritat a l'inici de l'obra pròpiament dita, consistí en el seguiment de la neteja del parc de la Primavera per tal de determinar la presència d'estructures en superfície, i en l'excavació de deu rases de sondeig a les terrasses superiors del solar. Aquestes rases no van posar al descobert cap resta arqueològica que apuntés cap a una possible ocupació d'aquest espai amb anterioritat als habitatges construïts durant el segle xx.
A la segona fase es va dur a terme el seguiment de la protecció de l'accés al refugi 307, i d'altra banda, es va procedir al seguiment de les obres de construcció del parc i dels moviments de terres relacionats. En el decurs d'aquestes tasques es van localitzar tres galeries excavades al subsòl de la muntanya de Montjuïc, i tant per les seves característiques, amb recorreguts dissenyats per evitar l'efecte de l'onada expansiva de les bombes i l'entrada de metralla a l'interior, com per la seva similitud amb altres exemples coneguts com el mateix refugi 307, s'han identificat com a refugis antiaeris. Aquestes galeries se situen al perímetre de l'actual solar, una d'ells en les proximitats del Passeig de Montjuïc i les altres dues al costat del Passeig de Miramar i el Camí de la Font Trobada. La primera s'ha pogut documentar en la seva totalitat, mentre que les situades a la terrassa superior només es van poder documentar parcialment, a causa que el seu estat de conservació era molt deficient i s'estenien fora els límits del parc. Un cop documentades, es va procedir a adequar el seu accés, en el cas de la galeria del Passeig de Montjüic, i a cobrir les aparegudes al Passeig de Miramar, donat el fet que el seu estat de conservació suposava un risc per a la seguretat un cop s'obrís el parc al públic.